# Leptoplectus pertenuis
Leptoplectus pertenuis är en skalbaggsart som först beskrevs av Thomas Casey 1884.  Leptoplectus pertenuis ingår i släktet Leptoplectus och familjen kortvingar. Inga underarter finns listade i Catalogue of Life.